# Rodamiento de agujas

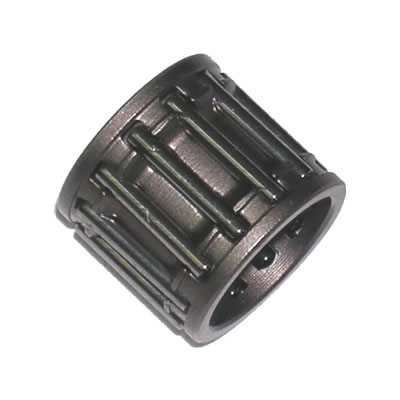
Rodamiento de agujas

Un rodamiento de agujas es un tipo especial de cojinete que utiliza como elementos rodantes piezas cilíndricas largas y delgadas que se asemejan a agujas. En los rodamientos de rodillos ordinarios, estos cilindros son solo un poco más largos que su diámetro, mientras que los rodamientos de agujas suelen tener rodillos que son al menos cuatro veces más largos que su diámetro. Como todos los cojinetes, se utilizan para reducir la fricción de una superficie giratoria.
En comparación con los rodamientos de bolas y los de rodillos ordinarios, los rodamientos de agujas tienen una mayor superficie en contacto con los surcos, por lo que pueden soportar cargas mayores. También son más delgados, por lo que requieren menos espacio de separación entre el eje y el elemento que lo rodea.
Los rodamientos de agujas se utilizan mucho en automoción, formando parte de los pivotes de los balancines, bombas hidráulicas, compresores y transmisiones. El eje de transmisión de un vehículo de tracción trasera generalmente tiene al menos ocho rodamientos de agujas (cuatro en cada cardán) y, a menudo, más si es particularmente largo o su diseño incluye una fuerte inclinación.